# Hadschi Firuz

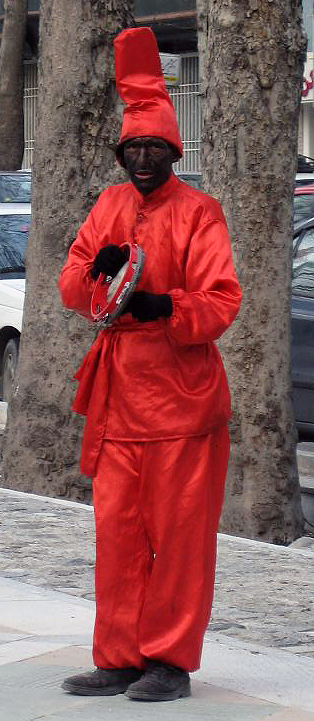
Hadschi Firuz im Mellat-Park 2007

Hadschi Firuz (persisch هاجی فیروز Hādschi Firuz, DMG Hāği Firūz, auch حاجی فیروز Hadschi Firouz, DMG Ḥāğ(ğ)i Firūz) oder Chadscheh Piruz (خواجه پیروز) ist eine Figur der iranischen Volkskultur, die zu Beginn des iranischen Neujahrsfestes Nouruz auf den Straßen erscheint. Das Gesicht des Mannes ist mit Ruß geschwärzt, er trägt grellrote Kleidung und einen Filzhut. Er tanzt in den Straßen, singt und spielt dazu auf seinem Tamburin (dāyera zangī). Hadschi Firuz ist der Begleiter des Amu Nouruz.

## Etymologie
Herkunft und Bedeutung der Bezeichnung Hadschi Firuz liegen im Dunkeln. Sicher stammt sie jedoch aus der Zeit nach der arabischen Eroberung Irans, nach welcher viele iranische Worte und Namen arabisiert wurden.
Hadschi, das mit dem 8. Buchstaben des Persischen Alphabets geschrieben wird (حاجى), hat eine Bedeutung, die nicht mit dem Wort Hāddschi verwandt ist; Es handelt sich um eine Anredeform ähnlich der deutschen Anrede Herr. Mit dem vorletzten Buchstaben des Alphabets geschrieben (هاجی) stammt es von dem Wort heja (هجاء), das Satire bedeutet. Firuz ist die arabisierte Form des persischen Wortes piruz für „Sieger“ (Im Arabischen gibt es kein p).
Chadscheh Piruz ist eine Alternativform, die aus den persische Wörtern chadscheh, ein Titel, der Meister bedeutet, und piruz („Sieger“) besteht.

## Herkunft
Das Alter der Tradition ist unklar. Spekulationen reichen von einem kultischen Ursprung in Mesopotamien bis zu einer wesentlich jüngeren Verbindung mit schwarzafrikanischen Sklaven, die als Unterhaltungskünstler auftraten. In den traditionellen Liedern stellt er sich als Leibeigener vor, der versucht, andere Menschen zu erheitern, die er als seine Herren anspricht. Wegen seiner schwarzen Hautfarbe ist die Figur – falls letztgenannte Herkunft vorausgesetzt wird – wegen möglichem Rassismus umstritten. Daher wird heute manchmal das Gesicht nur zur Hälfte geschwärzt.
Nach einigen Quellen wird Hadschi Firuz auf Mir Nowruz zurückgeführt. Mir Nowruz war eine komische Figur, deren Aufgabe es war, in den letzten fünf Tagen des Jahres die Verwaltung der Stadt zu übernehmen. Dieser Fünf-Tage-König zog zur Feier des Neujahrs mit einer Gruppe von Tänzern und Sängern durch die Stadt.
Mehrdad Bahar stellte dar, dass die Figur des Hadschi Firuz aus Feierlichkeiten und Legenden aus dem Epos von Prinz Siyawasch abzuleiten ist, der wiederum mit der mesopotamischen Gottheit Tammuz verwandt ist, der Gottheit für Ackerbau und Herden (sumerisch Dumuzi). Das schwarze Gesicht von Hadschi Firuz symbolisiere seine Rückkehr aus der Totenwelt, seine rote Kleidung sei das Zeichen des Blutes von Siyawasch und der Auferstehung der geopferten Gottheit. Sein Frohsinn diene der Feier der Wiedergeburt. Bahar nimmt an, dass der Name Siyāwaxš „schwarzer“ oder „schwarzgesichtiger Mann“ bedeutet. Die Bezeichnung „schwarz“ könnte ein Hinweis auf die schwarze Gesichtsbemalung der Teilnehmer der mesopotamischen Zeremonien sein oder auf die schwarzen Masken, die man für die Feierlichkeiten anlegte. Nach einer anderen Ansicht geht Hadschi Firuz auf ein Neujahrsfest in sassanidischer Zeit zurück, als bunt gekleidete schwarze Sklaven zur Unterhaltung Lieder sangen und tanzten.

## Charakteristische Lieder
Hāji Firouz E!

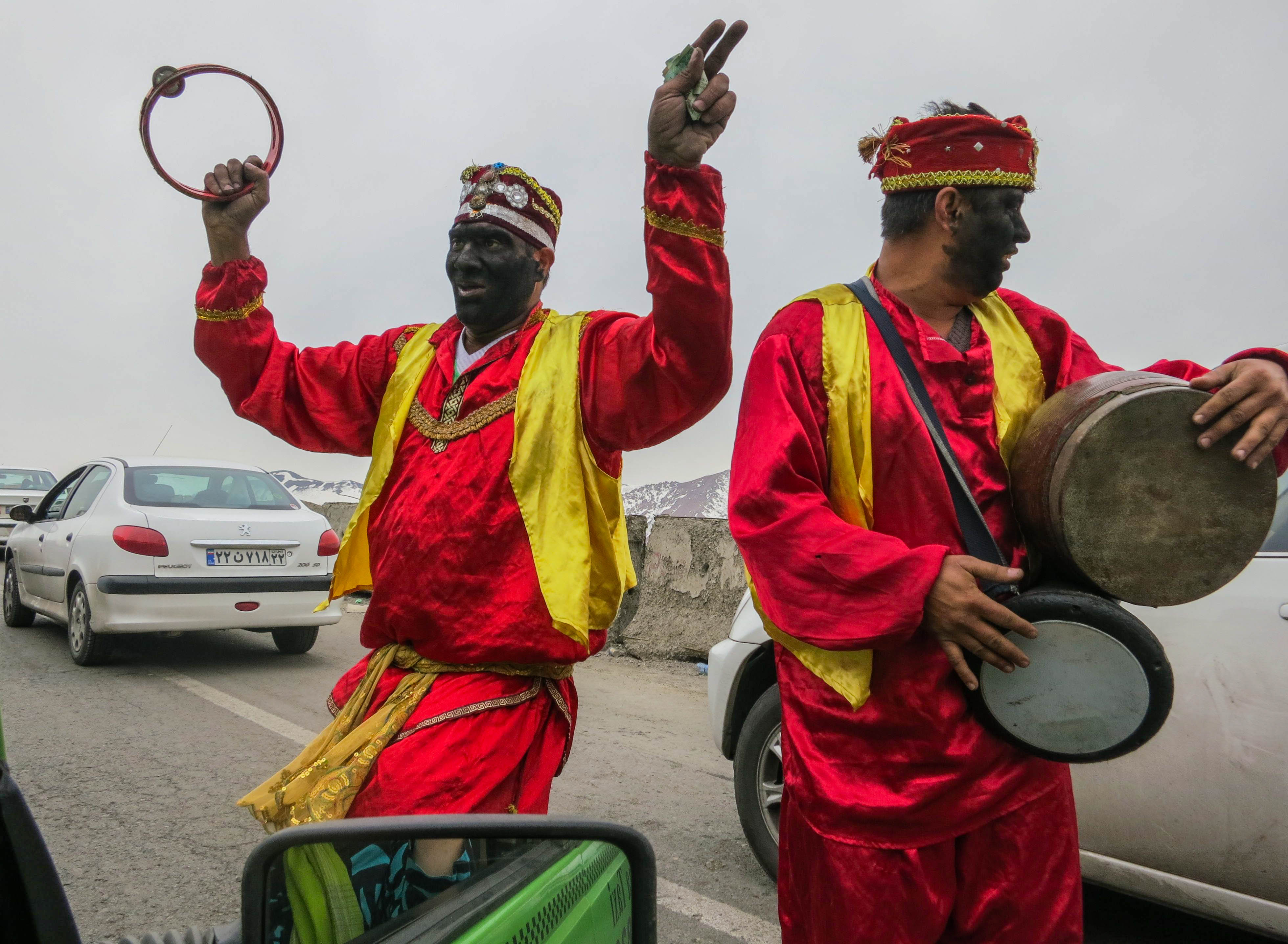
Hadschi Firuz auf der Tschalus-Straße

Hāji firuz e, sāl-i ye ruz e   (Es ist Hadschi Firuz, es ist nur an einem Tag im Jahr)

Hame midunan, man am midunam   (Alle wissen es, ich weiß es auch)

Eyd e Nowruz e, sāl-i ye ruz e   (Es ist Nowruz, es ist nur ein Tag im Jahr)

Arbāb e Xod am

Arbāb e xod am, “sāmmule baleykom”   (Mein Herr, Fliede zei mit Euch, Verballhornung der Begrüßung Salam aleikum)

Arbāb e xod am, sar et-o bālā kon   (Mein Herr, heb deinen Kopf)

Arbāb e xod am, lotf-i be mā kon   (Mein Herr, tu mir einen Gefallen)

Arbāb e xod am, be man nigā kon   (Mein Herr, schau mich an)

Arbāb e xod am, boz-boz e qandi   (Mein Herr, eine kleine Ziege)

Arbāb e xod am, čerā nemi-xandi?   (Mein Herr, warum lachst du nicht?)

Beškan Beškan

Beškan beškan e, beškan!   (Schnippt [mit den Fingern], schnippt, schnippt!)

Man nemi-škanam, beškan!   (Ich schnippe nicht, schnippt!)

Injā beškanam, yār gele dāre   (Wenn ich hier schnippe, wird der hier sich ärgern)

Unjā beškanam, yār gele dāre   (Wenn ich dort schnippe, wird der dort sich ärgern)

In siāh e bičāre če qad howsele dāre!   (Wie viel Geduld dieser schwarze und arme Mann da hat!)

## Galerie

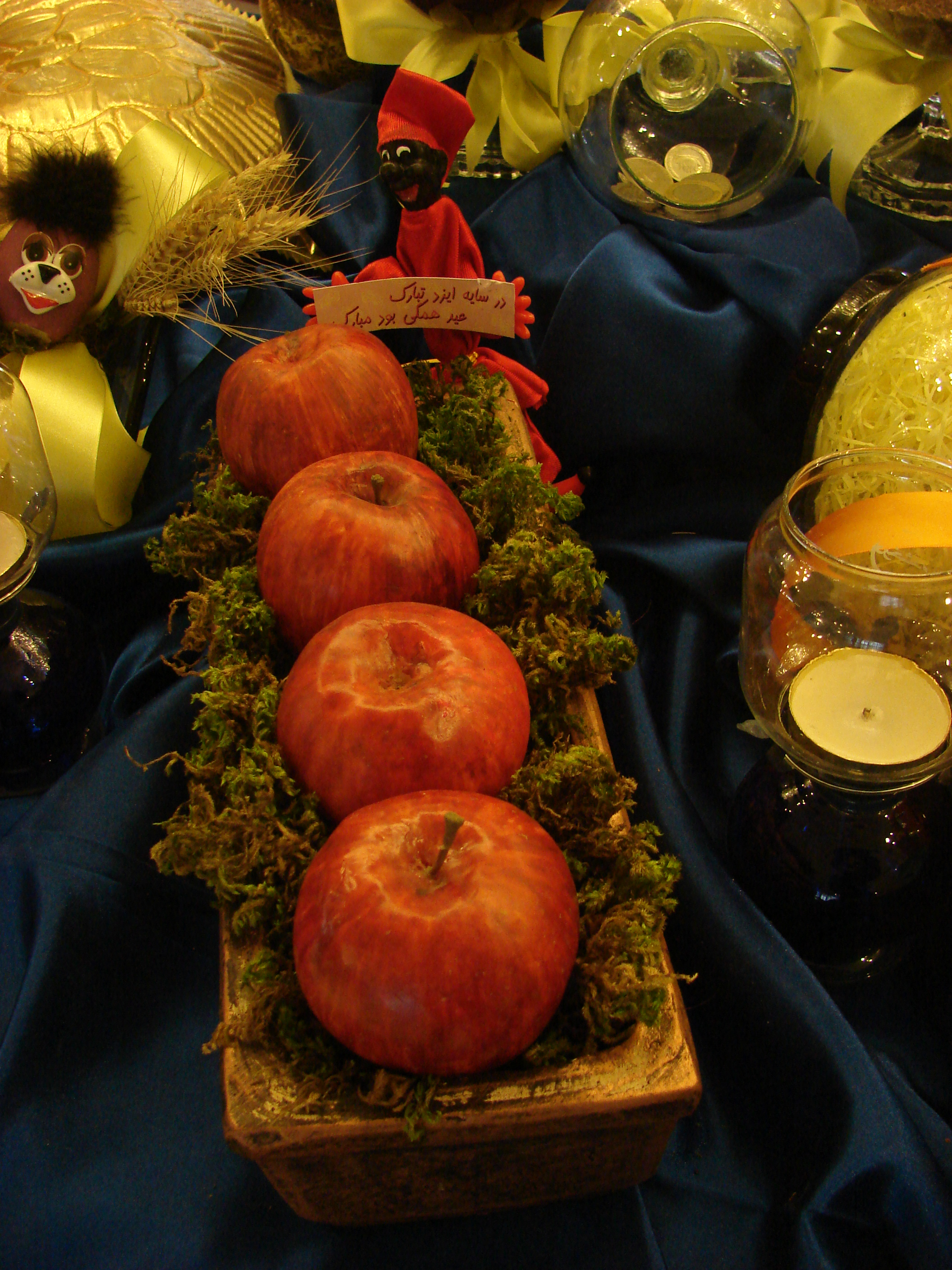
Hadschi Firuz als Dekoration des Haft-Sin-Tisches